# Moïse Schwab
Pour les articles homonymes, voir Schwab.
Moïse Schwab (Paris, 18 septembre 1839 - Paris 9e, 8 février 1918) était un linguiste, traducteur, historien et bibliothécaire français.

## Biographie
Moïse Schwab fait ses études à l'École israélite et au Talmud Torah de Strasbourg. De 1857 à 1866 il est le secrétaire de Salomon Munk. Il travaille ensuite pendant un an comme interprète assermenté près la cour d'appel de Paris, puis, en 1868, il devient bibliothécaire à la Bibliothèque nationale. En 1880, le ministre de l'Instruction publique l'envoie en Bavière et dans le Wurtemberg effectuer des recherches sur les premières imprimeries juives.
Auteur de nombreux ouvrages et articles de presse, Schwab est surtout connu pour sa traduction en français du Talmud de Jérusalem, qu'il commence en 1867 ou 1868, avant la parution de l'Introduction au Talmud de Zacharias Frankel (1870) et des différents dictionnaires d'hébreu talmudique. La première partie, publiée en 1871, reçoit un accueil favorable, même si le travail de Schwab ne peut échapper aux critiques. Il cherche ensuite la collaboration d'éminents talmudistes, mais sans succès, et doit terminer seul son œuvre.
Il est un important contributeur de la Revue des études juives.
Il est inhumé au cimetière du Père-Lachaise (7e division).

## Œuvres
- 1866. Histoire des Israélites (2d ed. 1896).
- 1866. Ethnographie de la Tunisie (prix de la Société d'ethnographie).
- 1871-1890. Le Talmud de Jérusalem, Traduit pour la Première Fois en Français (12 vol.)
- 1876. Bibliographie de la Perse (prix Brunet de l'Institut de France).
- 1878. Littérature Rabbinique. Élie del Medigo et Jean Pic de la Mirandole.
- 1879. Des Points-Voyelles dans les Langues Sémitiques.
- 1879. Elie de Pesaro. Voyage Ethnographique de Venise à Chypre.
- 1881. Al-Ḥarisi et Ses Pérégrinations en Orient.
- 1883. Les Incunables Hébraïques et les Premières Impressions Orientales du XVIe siècle.
- 1883. Bibliotheca Aristotelica (prix de l'Académie des inscriptions et belles-lettres).
- 1888. Monuments Littéraires de l'Espagne.
- 1889. Maqré Dardeqé, Dictionnaire Hébreu-Italien du XVe siècle.
- 1890. Deuxième Édition du Traité des Berakhoth, Traduit en Français.
- 1896-99. Vocabulaire de l'Angélologie.
- 1899-1902. Répertoire des Articles d'Histoire et de Littérature Juive (3 vols.).
- 1900. Salomon Munk, Sa Vie et Ses Œuvres.
- 1904. Rapport sur les Inscriptions Hébraïques en France.

## Source
- Article partiellement adapté de la Jewish Encyclopedia, article « Moïse Schwab », par Isidore Singer et Frederick T. Haneman